# Joséphine Goube
 (juin 2024).
Pour les articles homonymes, voir Goube.
Joséphine Goube est une entrepreneuse française et défenseuse des droits des personnes réfugiés, actuellement fondatrice et PDG de Sistech.

## Biographie
Joséphine Goube a grandi dans le Nord de la France, où ses premières expériences de vie ont jeté les bases de sa future carrière dans l'entrepreneuriat social et le travail humanitaire . Son parcours académique a commencé à l'Institut d'études politiques de Paris entre 2006-2010. À Sciences Po, Goube s'est penchée sur des sujets tels que l'urbanisme et le plaidoyer social, ce qui a élargi sa perspective sur les questions sociétales
Son parcours académique l'a ensuite conduite en master de géographie à la London School of Economics and Political Science (LSE) à Londres. Ici, elle a exploré davantage les questions de développement urbains, acquérant un aperçu des dynamiques mondiales et des complexités de la migration.
En 2012, Goube a collaboré avec l'entrepreneur italien Marco Muccini pour créer Migreat, une plateforme en ligne offrant des informations gratuites sur les visas aux migrants.
En 2016, la carrière de Goube a pris un tournant décisif lorsqu'elle co-fonde Techfugees, une organisation sociale à but non lucratif basée à Londres qui utilise la technologie pour aider les réfugiés . Sous sa direction, Techfugees a étendu sa portée à 10 pays, dont le Canada, le Kenya et le Liban, et a impliqué plus de 4 000 personnes dans ses programmes. L'une des initiatives clés sous la marque Techfugees, le programme de bourses #TF4Women, a été lancé par Goube en 2018.
Trois fois de suite sur la liste Forbes 30 under 30, elle est devenue connue au Royaume-Uni comme l'une des « Femmes au sommet » de Marie Claire UK pour son travail en tant que militante pour la migration en 2015, et désignée comme l'une des « 35 femmes de moins de 35 ans » à surveiller par Management Today.

## Récompenses et distinctions
- 2016 : 30 moins de 30 ans - Entrepreneurs sociaux (Forbes)[6]
- 2017 : 30 moins de 30 ans - Europe - All Star Alumni (Forbes)[6]
- 2018 : 30 moins de 30 ans - Europe - Anciens élèves All-Star (Forbes)[6]
- 2023 : Lauréate du Prix Femmes d'Influence du Prix de la Femme d'Influence[7]